# 秋之歌
秋之歌（法語：Chanson d'automne）是一首由保尔·魏尔伦创作的诗歌，也是最著名的法语诗词之一。这首诗被收录于作者的第一本诗集忧郁诗篇（Poèmes saturniens）中的悲景（Paysages tristes）部分，并于1866年出版。二战期间，这首诗歌被用于向法国抵抗运动组织传输霸王行动的执行时间。

## 内容

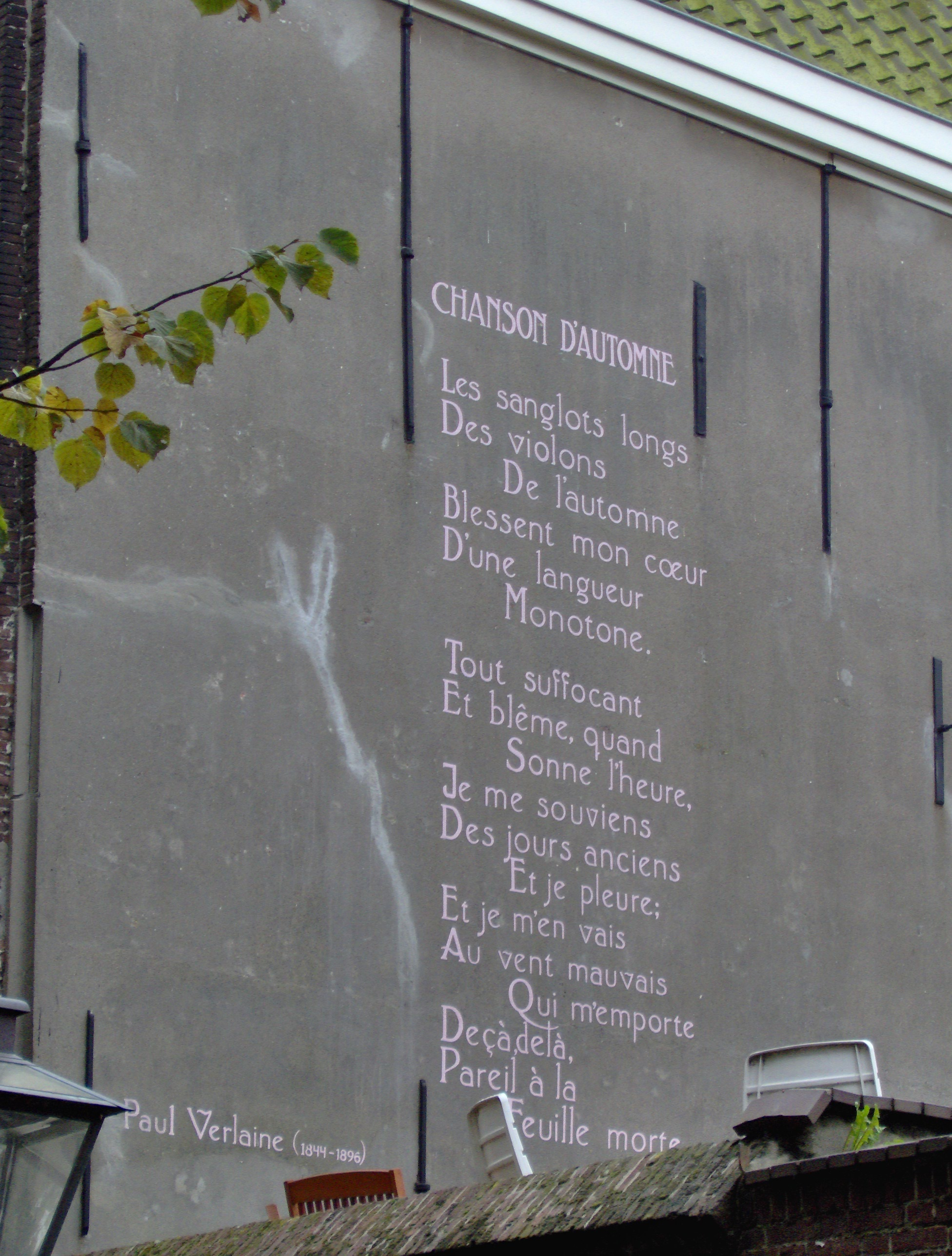
秋之歌被写于荷兰莱顿Pieterskerkhof路4号房子北墙外侧

### 法语原文
Les sanglots longs
Des violons
De l'automne
Blessent mon cœur
D'une langueur
Monotone.
Tout suffocant
Et blême, quand
Sonne l'heure,
Je me souviens
Des jours anciens
Et je pleure;
Et je m'en vais
Au vent mauvais
Qui m'emporte
Deçà, delà,
Pareil à la
Feuille morte.

### 中文翻译
秋声悲鸣，
犹如小提琴，
在哭泣。
悠长难耐的阴郁，
刺痛了，
我心脾。
沉沉闷闷，
迷迷蒙蒙，
钟声荡起。
往事如烟，
在眼前重现，
我泪落如雨。
我走了，
恶风卷着我，
东飘西零。
飘呵，飘呵，
宛如那，
枯叶飘零。

## 评价
整首诗采用秋天为象征，代表了魏尔伦对衰老的悲伤感观。诗内采用了多种典型魏尔伦风格的手法，比如利用子音韵重复“n”和“r”的发声以形成单调的发音并造成一种类似于小提琴的拟声效果。于诗歌的下半阙中，作者在suffocant一词后的停顿及塞音反映出字词所含意义。

## 被他人引用情况

### 在二战期间的使用
二战西线盟军在准备霸王行动时，BBC公司使用秋之歌上阙的诗句向法国抵抗组织发送信息。诗的标题用于指示海王星行动的开始；前三句则用于指示霸王行动将在两星期内被执行。上述诗句于1944年6月1日自伦敦向法国腹语反抗组织（résistance Ventriloquist）的网络进行广播。在6月5日晚11点15分，后三句也被广播，用以提醒整体行动将在48小时内被执行，同时指示反抗组织应该开始执行其主要针对法国铁路系统的破坏行动。后德军截获了此广播信息，并了解到这是关于登陆战略的密码。这个消息被报告给备禦法国的西集团军群、B集团军及第15集团军，然而出于某种原因，没有向驻守在诺曼底的第7集团军通知。

### 其他作品内的使用
- 1973年，歌手赛日·甘斯布在其单曲Je suis venu te dire que je m'en vais内多次重复使用au vent mauvais一句。
- 歌手Boby Lapointe在其歌曲Monsieur l'agent内对秋之歌上阙进行了二次创作：Au violon mes sanglots longs. Bercent ma peine.
- 歌手Pierre Perret在其歌曲Les Seins中也对第一句话进行了二次创作：Mes airs mélodieux faisaient jaillir de ses yeux ronds. Des gros sanglots longs sur ses violons.
- 歌手Les Discrets及夏尔·德内翻唱了秋之歌，歌词为秋之歌全文。
- 日本动漫《少女与战车》的剧场版中，采纳了诺曼底登陆的历史背景，同利用秋之歌作为联络信号，支援大洗女子学园的队伍。